# Teorija mrtvega interneta
Teorija mrtvega interneta je spletna teorija zarote, ki trdi, da internet zdaj skoraj v celoti predstavlja dejavnost botov in samodejno ustvarjene vsebine, človekova dejavnost pa je marginalizirana. Internet naj bi po mnenju zagovornikov teorije »umrl« okoli leta 2016 ali 2017.

## Začetki in razvoj
Teorija mrtvega interneta se je pojavila v poznem 20. in zgodnjem 21. stoletju. Navdihnili so jo pomisleki glede vse večje kompleksnosti interneta, odvisnosti od krhke infrastrukture in potencialnih kibernetskih ranljivosti. Teorija je bila popularna med tehnološkimi navdušenci, raziskovalci in futuristi, ki so želeli raziskati možna tveganja, povezana s človekovo odvisnostjo od interneta.
Čeprav je točni izvor teorije težko natančno določiti, se domneva, da je več pozornosti in splošnega priznanja pridobila z naraščajočo integracijo interneta v različne vidike sodobnega življenja. Razprave o teoriji so prevladovale na spletnih forumih, tehnoloških konferencah in v akademskih krogih.